# Bromelia grandiflora
Espèce
Classification phylogénétique
Bromelia grandiflora est une espèce de plantes tropicales de la famille des Bromeliaceae, endémique du Brésil.

## Distribution
L'espèce est endémique du Brésil.

## Description
L'espèce est hémicryptophyte.